# San Juan de Moeche
Moeche (también llamada San Juan de Moeche y llamada oficialmente San Xoán de Moeche) es una parroquia del municipio de Moeche, en la provincia de La Coruña, Galicia, España.

## Entidades de población
Entidades de población que forman parte de la parroquia:
- Balocos
- Beleiriz
- Bouza
- Camino (O Camiño)
- Casablanca (Casabranca)
- Casalousada
- Casanova de Vilar
- Corveira
- Forjao (Forxao)
- Outeiro
- Pardiñas
- Piagolongo
- Piñeiro
- Riobello (Riovello)
- San Ramón
- Seoanenovo (Seoane Novo)

## Despoblados
- Costeira
- Petaño
- Petón
- Ramil
- Seoanevello (Seoane Vello)

## Demografía
| Gráfica de evolución demográfica de Moeche entre 2000 y 2018 |
|                                                              |
| Población de derecho según el padrón municipal del INE       |